# Silverstein
Pour les articles homonymes, voir Silverstein (homonymie).
Silverstein est un groupe de post-hardcore canadien, originaire de Burlington, en Ontario. Plus de 200 000 exemplaires de leur premier CD intitulé When Broken is Easily Fixed sont écoulés. 
L’origine du nom du groupe provient du nom de l'auteur Shel Silverstein. Les membres ont voté pour ce nom car ils aimaient toutes les histoires de l'écrivain et qu'un de ses livres, Where the Sidewalk Ends, avait été laissé par terre chez eux pendant un mois.

## Biographie

### Débuts (2000–2004)

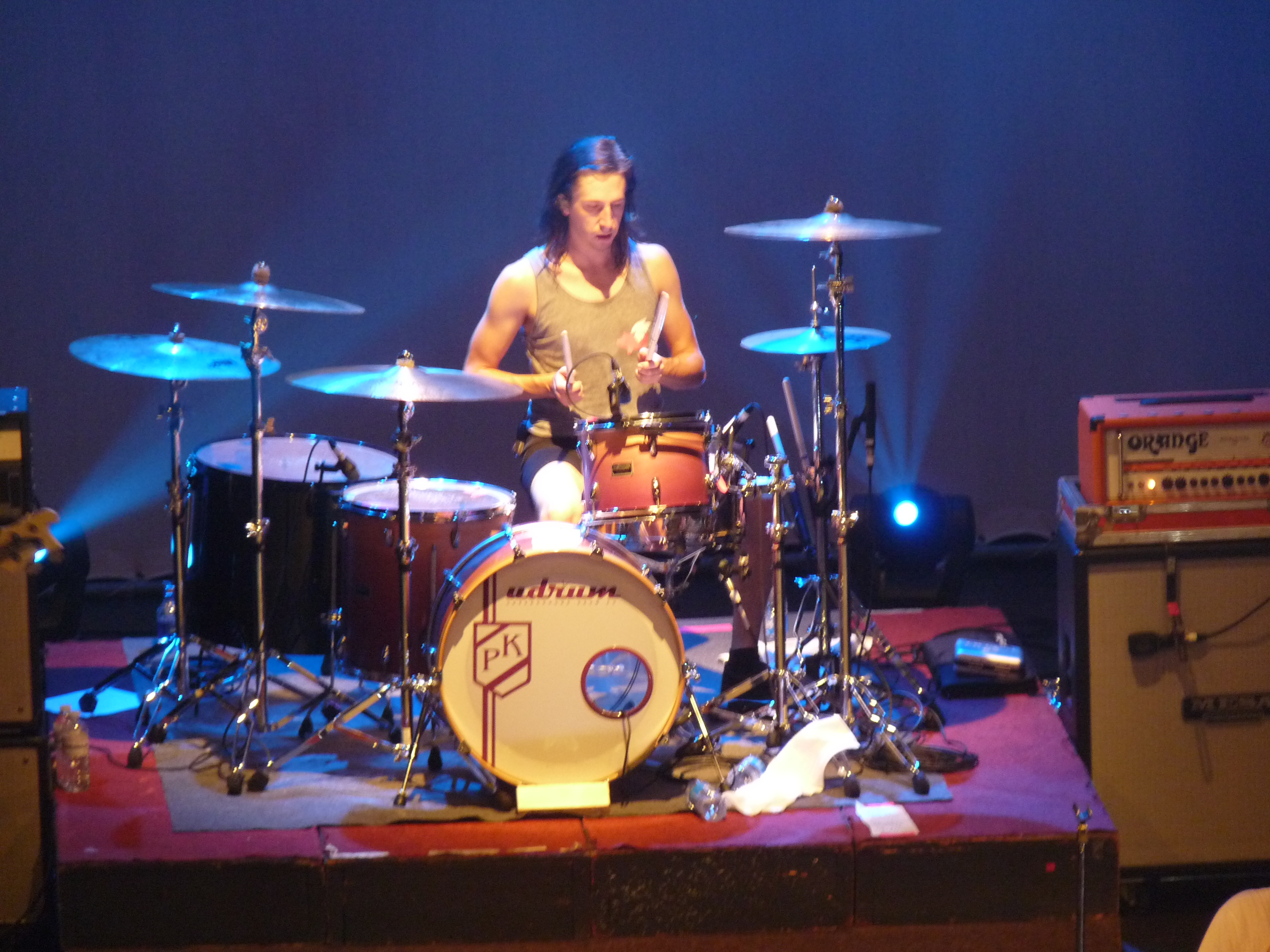
Le batteur Paul Koehler à Glace Bay, en Nouvelle-Écosse, en 2009.

Le groupe est formé en février 2000. Durant août la première année, ils sortent leur premier EP Summer's Stellar Gaze réalisé par eux-mêmes. Après plusieurs changements de formation, le groupe recrute Billy Hamilton, un fan local qui remplira les conditions de bassiste. En décembre 2000, il rejoint le groupe après que Told l'ai aidé à apprendre la musique. Après une séance de répétition le 26 décembre 2000, il débute officiellement au sein de Silverstein. 
Le printemps suivant, en 2001,le guitariste Richard McWalter quitte le groupe pour emménager à Victoria, en Colombie-Britannique, pour étudier l'ingénierie. Il est remplacé par Neil Boshart, ami d'enfance de Shane Told. La nouvelle formation enregistre un deuxième EP, When the Shadows Beam, avant leur tournée à l'ouest du Canada. Le groupe signe chez Victory Records en octobre 2002.
En janvier l'année suivante, le groupe entre en studio pour enregistrer un premier album studio, When Broken is Easily Fixed. Il est enregistré aux Unity Gain and Mount Fairview Studios, avec le producteur Justin Koop et est publié le 20 mai 2003 chez Victory Records. Six chansons sont réenregistrées issues des précédents EP de Silverstein ; Summer's Stellar Gaze et When The Shadows Beam. When Broken Is Easily Fixed se vend à plus de 200 000 d'exemplaires, dépassant les attentes du groupe.

### Discovering the Waterfront(2005–2006)
En août 2005, le deuxième album studio du groupe, Discovering the Waterfront, est publié chez Victory Records. Il est le premier album  produit par Cameron Webb, et marque les débuts d'une longue amitié entre le groupe et le producteur,. Il marque aussi un tournant musical. Discovering the Waterfront réussit à populariser le groupe grâce au clip de la chanson Smile in Your Sleep qui jouera notamment sur FUSE et International Music Feed (IMF). L'album vend 26 229 exemplaires la première semaine.
En 2005, le groupe joue à la tournée Never Sleep Again avec des groupes comme Aiden, Hawthorne Heights et Bayside – une tournée durant laquelle le batteur de Bayside, John « Beatz » Holohan, est assassiné dans un accident de la route. La chanson, Here Today, Gone Tomorrow, sur leur nouvel album, Arrivals and Departures, parle de la mort de Holohan, et de sa relation avec le groupe. En janvier et février 2006, ils tournent avec le groupe canadien Simple Plan en Europe. Ils tournent encore au Canada à la tournée Taste of Chaos, et en Europe, au Japon, et en Australie.
Ils jouent également au Vans Warped Tour, en soutien à Discovering the Waterfront et une compilation, 18 Candles: The Early Years. The Early Years comprend les deux premiers EP autofinancés du groupe.
En 2006, Silverstein est nommé pour un Juno Award dans la catégorie « meilleur nouveau groupe », qu'ils perdent face à Bedouin Soundclash. À la fin de 2006, ils jouent en tête d'affiche de la tournée Never Shave Again avec Aiden, It Dies Today, et He Is Legend.

### Arrivals and Departures(2007–2008)

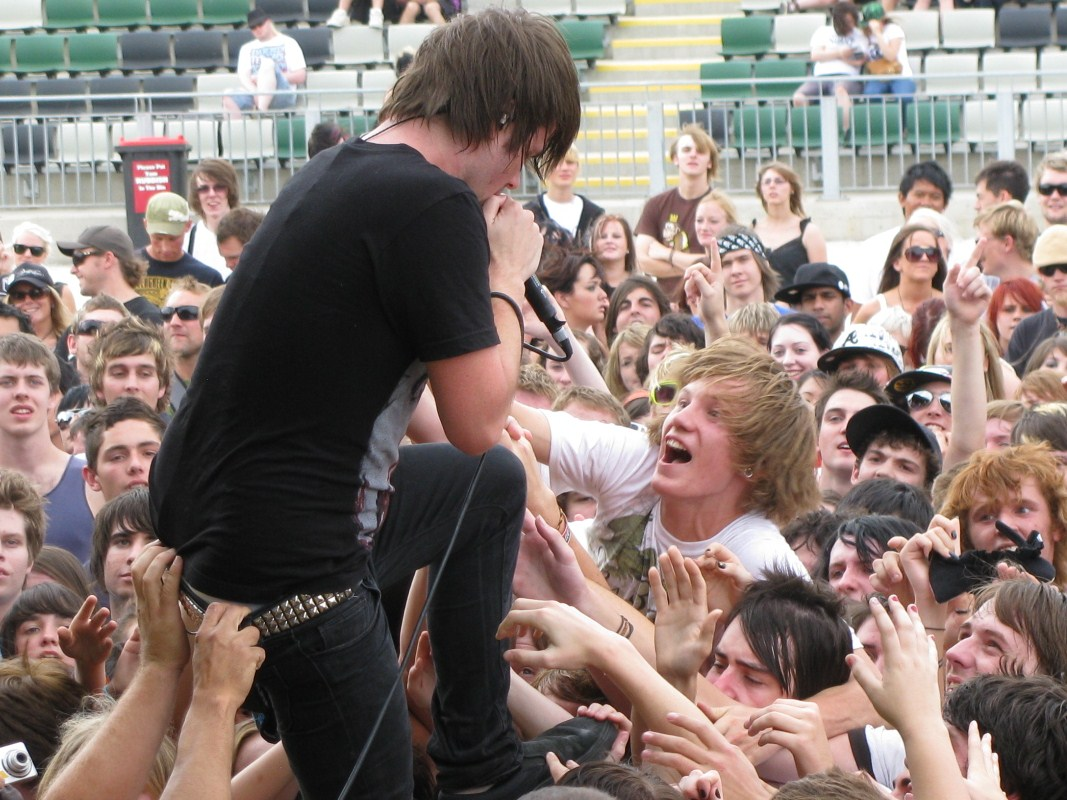
Told en 2009 à Melbourne.

Le troisième album studio du groupe, Arrivals and Departures, est publié le 3 juillet 2007, et est considéré par l'Alternative Press comme l'un des albums les plus attendus de 2007. Mark Trombino (Jimmy Eat World, Blink-182, Finch) produira l'album. Il est vendu à 27 000 exemplaires la première semaine. Silverstein réalise aussi une version alternative de leur chanson Red Light Pledge sur la compilation Punk Goes Acoustic 2, publiée le 8 mai 2007, sur le label Fearless Records.
Après avoir terminé l'album, le groupe joue en été avec Rise Against. Ils tournent aussi aux États-Unis à la fin 2007 avec From Autumn to Ashes, puis en Europe avec Blessthefall. Après leurs tournées au Japon et en Australie en janvier 2008, ils tournent avec Protest the Hero, Ill Scarlett et The Devil Wears Prada.
En octobre et novembre 2008, le groupe tourne aux États-Unis (effectuant un dernier concert à Toronto) avec Chiodos, Escape the Fate, Alesana, et A Skylit Drive.

### A Shipwreck in the Sand(2009–2010)

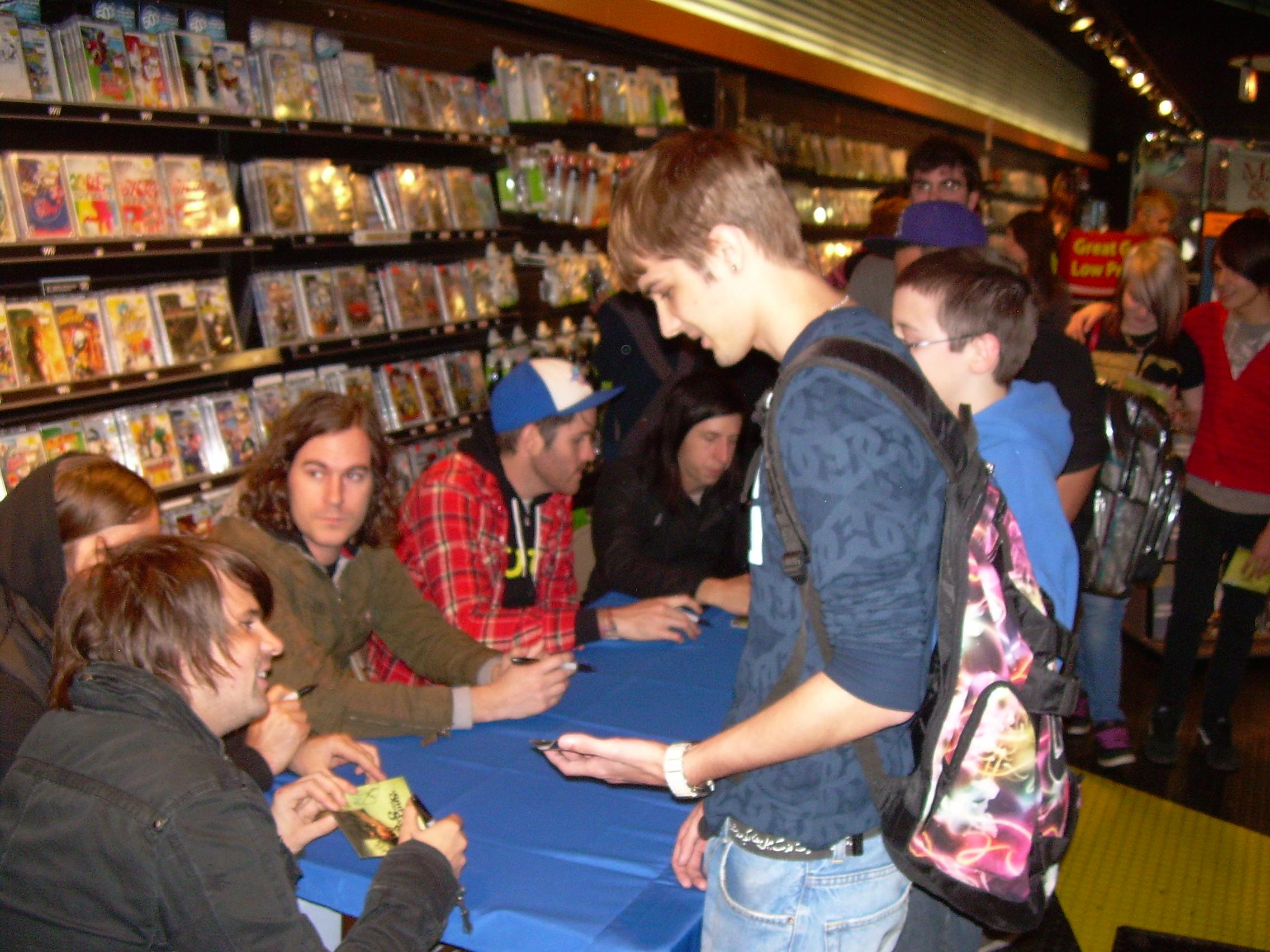
Silverstein au FYE de Chicago, le 28 avril 2009.

Le 14 décembre 2008, le groupe annonce sur Myspace un quatrième album prévu pour le 31 mars 2009. Le titre du nouvel album, album, A Shipwreck in the Sand, est annoncé le 29 janvier 2009. Avec la démo Broken Stars, le groupe joue une tournée américaine pour Arrivals and Departures, et tourne les clips des chansons Vices, Born Dead et American Dream sont publiés sur MySpace,.
A Shipwreck in the Sand est publié le 31 mars 2009 et vendu à près de 17 000 exemplaires la prochaine semaine.

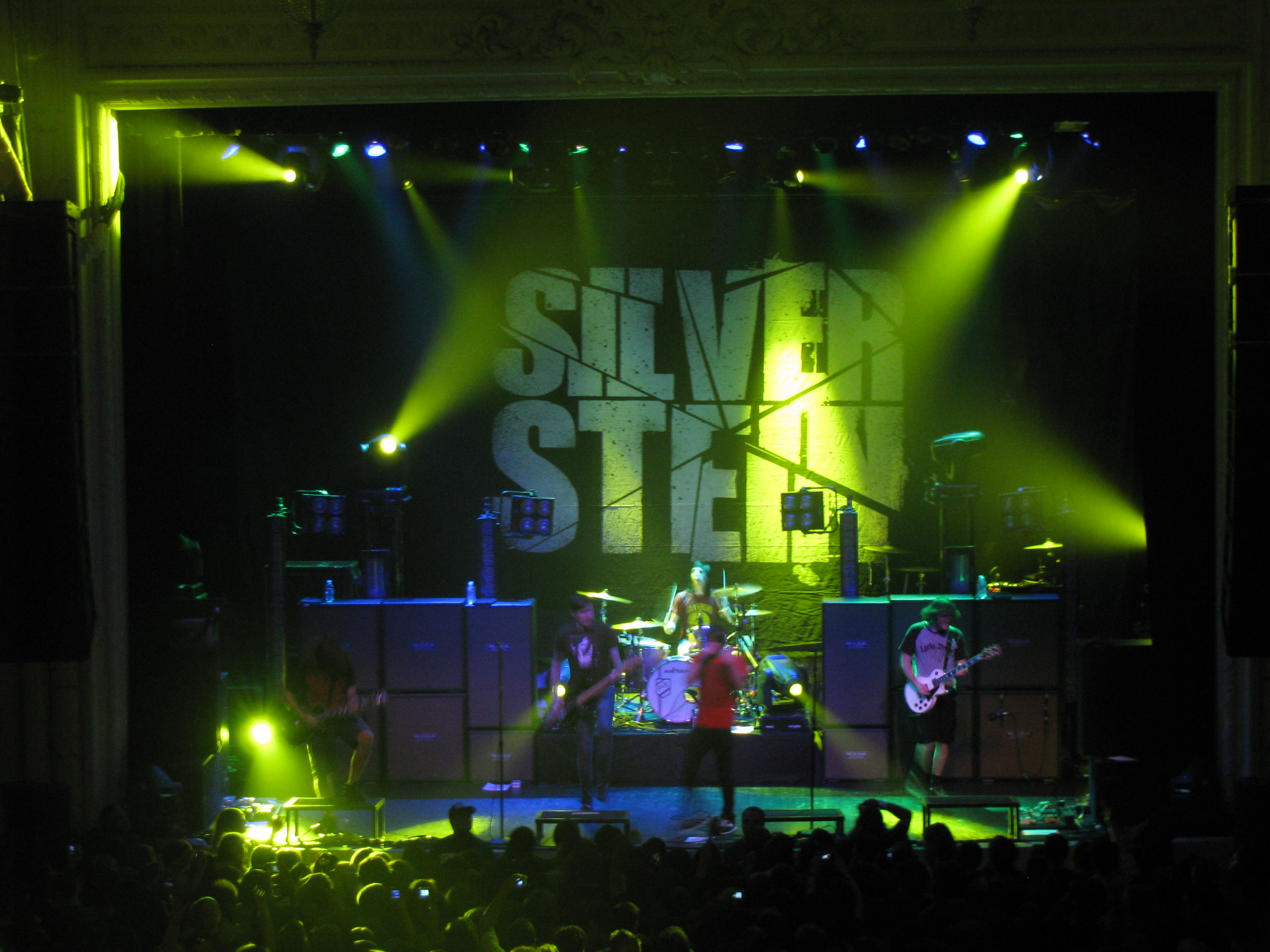
Silverstein à San Francisco, en octobre 2008.

Silverstein contribue à la reprise de la chanson Apologize, originellement enregistré par OneRepublic, incluse dans la compilation Punk Goes Pop 2. Après trois concerts en Ontario, le groupe effectue une tournée américaine avec Norma Jean, Before Their Eyes, et Blessthefall. Le groupe joue ensuite plusieurs fois en Europe, et une tournée britannique avec The Blackout, We Are the Ocean, Hollywood Undead et The Urgency. Le groupe effectue une mini-tournée en Ontario et dans le Midwest, et joue brièvement au Warped Tour, suivi par un concert à Anchorage, en Alaska, et au Canada avec A Day to Remember, Ten Second Epic, I am Committing a Sin. Ils jouent en Europe avec Billy Talent dès le 16 novembre à Bielefeld, en Allemagne, jusqu'au 4 décembre 2009 à Winterthur, en Suisse.
Le 15 mars 2010, Silverstein annonce sur MySpace quatre concerts exclusifs à Toronto, durant lesquels ils joueront leur discographie entière ; ces concerts seront filmés et annoncés en DVD le 23 avril sous le titre de Decade (Live at the El Mocambo), qui est publié le 8 juin 2010. L'été suivant, Silverstein joue la tournée Scream It Like You Mean It avec Emery, We Came As Romans, Dance Gavin Dance, I Set My Friends on Fire, Sky Eats Airplane, Ivoryline, et Close to Home.

### RescueetShort Songs(2011–2014)

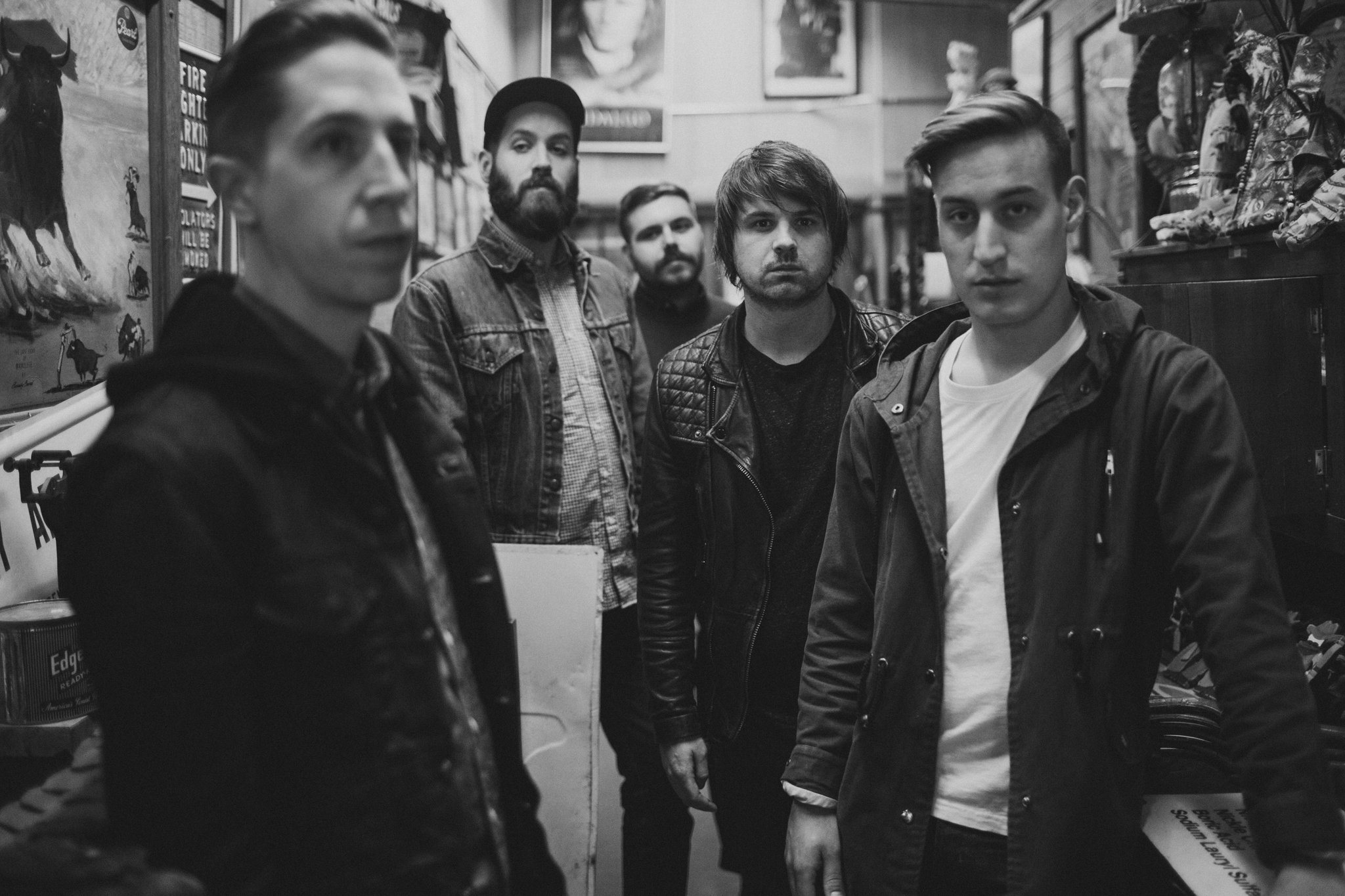
Silverstein en 2014.

Le 8 octobre 2010, des rumeurs circulent selon lesquelles un nouvel album intitulé Set This All Ablaze, serait publié au label de Silverstein, Victory Records.
Pendant la tournée Short, le groupe annonce un nouvel album pour 2013. Le 25 septembre 2012, ils annoncent le départ de Neil Boshart ; il est remplacé par Paul Marc Rousseau, ancien guitariste du groupe I Am Committing A Sin. Told révèle plus tard les causes du départ de Boshart, citant qu'aucun réel effort de sa part n'a été fait sur Short Songs. Le 26 novembre 2012, le groupe annonce un septième album sous le titre de This Is How the Wind Shifts, prévu pour le 5 février 2013. Quelques heures plus tard sort le premier single Stand Amid the Roar. 
Le 15 janvier 2013, ils publient le clip lyrique de la chanson Massachusetts, issue du septième album. Le 8 mars 2013, le groupe annonce sa participation au Warped Tour. Le 20 avril 2013, ils publient un EP split 7" avec August Burns Red pour le Record Store Day, avec une reprise de Coming Clean des Get Up Kids. Le split est pressé à seulement 500 exemplaires. Le 20 mai 2013, ils publient une version rééditée de Smashed Into Pieces pour le dixième anniversaire de la sortie de When Broken Is Easily Fixed. Le 24 septembre 2013, Silverstein annonce This Is How The Wind Shifts: Addendum et publie la nouvelle chanson I Will Illuminate. Ils tourneront en Europe en 2014.

### I Am Alive in Everything I Touch(2015–2016)
Silverstein commence l'année 2015 avec une tournée célébrant l'album Discovering the Waterfront. La tournée s'effectue en 38 dates entre janvier et février en Amérique du Nord.
Le huitième album du groupe, I Am Alive In Everything I Touch, est publié le 19 mai 2015. En parallèle à l'annonce de l'album, Silverstein publie un clip de la chanson A Midwestern State of Emergency. Le 4 mars la même année, le groupe publie le second single de l'album, Milestone, accompagné d'un clip lyrique. Le 16 mars 2016, Silverstein publie son troisième single issu de l'album, The Continual Condition. Plus tard le 27 juin 2016, ils publient le clip Toronto (Unabridged).

### Dead Reflection(2016-2018)
Le 13 octobre 2016, Silverstein annonce le streaming Ghost sur SiriusXM. Plus tard dans la journée, ils publient le clip de la chanson sur YouTube et iTunes.  Silverstein annonce un nouvel album pour 2017. Le jeudi 18 mai 2017, Silverstein publie le second single de l'album, Retrograde, et annonce la liste des chansons et le titre de l'album, Dead Reflection, prévu pour le 14 juillet 2017.
A la fin de l'année 2018, le groupe réalise une tournée pour célébrer les quinze ans de leur premier album, When Broken Is Easily Fixed. Ils jouerons ainsi l’entièreté de l'album du 9 novembre 2018 au 31 janvier 2019 aux Etats-Unis et Canada, accompagné de Hawthorne Heights, As Cities Burn et Capstan.

### A Beautiful Place to Drownet les compilationsRedux(depuis 2019)
Le 18 février 2019, le groupe annonce un album rétrospectif de leur première année, intitulé Redux: The First Ten Years, prévu pour le 12 avril 2019. Ce dernier comprend des versions réenregistrées de certains de leurs titres de leurs quatre premiers albums. 
Le 11 novembre, ils annoncent pour le 29 novembre 2019 un album live nommé LIVE: When Broken 15 Easily Fixed. Celui-ci a été enregistré durant leur tournée célébrant leur premier album When Broken Is Easily Fixed. 
Le 27 juin 2019, un nouveau morceau du groupe en duo avec le chanteur Caleb Shomo du groupe Beartooth, intitulé Burn It Down, est dévoilé. Le groupe annonce également sa signature avec le label UNFD. Le 8 janvier, un nouveau titre, Infinite, cette fois en duo avec le chanteur Aaron Gillespie du groupe Underoath sort. Le groupe annonce, en même temps, leur nouvel album A Beautiful Place to Drown, pour le 6 mars 2020. Trois jours avant la sortie de l'album, un quatrième single, Madness, en duo avec la chanteuse Princess Nokia est dévoilé. Sur cet album, on peut également retrouver des featurings avec Pierre Bouvier et Intervals. Lors de ce début d'année 2020, ils prévoient également une tournée avec Four Year Strong and I The Mighty pour célébrer les vingt ans du groupe. Cependant au milieu de la tournée, ils sont obligés de la reporter à cause de la pandémie de Covid-19.
Un deuxième album rétrospectif, Redux II, voit le jour le 20 novembre 2020.
Le 15 avril 2021, le groupe sort le nouveau titre Bankrupt. 

## Style musical et influences
Le style musical du groupe est décrit post-hardcore,,, emo,,,,,,,, screamo,,, rock indépendant,, et punk hardcore.
Le groupe s'inspire principalement de The Promise Ring, Orchid, Dead Kennedys, Green Day, Descendents, NOFX, Good Clean Fun, Chixdiggit et Gorilla Biscuits, qui seront repris sur l'album Short Songs,.

## Membres

### Membres actuels
- Josh Bradford – guitare rythmique (depuis 2000)
- Paul Koehler – batterie, percussions (depuis 2000)
- Shane Told – chant (depuis 2000), basse (2000)
- Billy Hamilton – guitare basse, chœurs (depuis 2000)
- Paul Marc Rousseau – guitare solo, chœurs (depuis 2012)

### Anciens membres
- Richard McWalter – guitare solo, chœurs (2000–2001)
- Neil Boshart – guitare solo (2001–2012)

## Discographie

### Albums studio
- 2003 : When Broken is Easily Fixed
- 2005 : Discovering the Waterfront
- 2007 : Arrivals and Departures
- 2009 : A Shipwreck in the Sand
- 2011 : Rescue
- 2012 : Short Songs
- 2013 : This Is How The Wind Shifts
- 2015 : I Am Alive in Everything I Touch
- 2017 : Dead Reflection
- 2020 : A Beautiful Place to Drown
- 2022 : Misery Made Me
- 2025 : Antibloom
- 2025 : Pink Moon

### Albums en public
- 2010 : Decade: Live at the El Mocambo
- 2019 : When Broken 15 Easily Fixed

### EP
- 2000 : Summer's Stellar Gaze
- 2002 : When the Shadows Beam
- 2010 : Transitions
- 2011 : Support Your Local Record Store
- 2013 : Four Minutes Being Cool (avec August Burns Red)

### Compilations
- 2006 : 18 Candles the Early Years
- 2019 : Redux: The First Ten Years
- 2020 : Redux II

### Autres participations
- 2007 : Punk Goes Acoustic 2. Version acoustique de leur titre Red Light Pledge
- 2009 : Punk Goes Pop 2. Reprise de Apologize de OneRepublic
- 2011 : Take Action! Vol. 10. Stay Posi avec Ryan Key
- 2011 : Punk Goes Pop 4. Reprise de Runaway de Kanye West avec Down with Webster

- 2012 : Chimes of Freedom: Songs of Bob Dylan Honoring 50 Years of Amnesty International. Reprise de Song to Woody de Bob Dylan
- 2019 : Songs That Saved My Life Vol. 2. Reprise de Disarm de The Smashing Pumpkins